# Loughgall

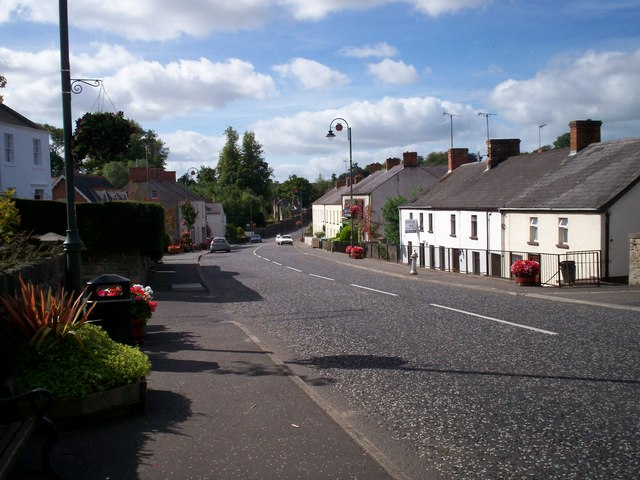
Main Street

Loughgall ([lɒxˈɡɔːl]; irisch Loch gCál [ɫɔx gɑːɫ], „Kohlsee“) ist ein kleines Dorf, ein Townland (0,53 km²) und eine Civil parish in den Baronien Armagh und Oneilland West in der historischen Grafschaft Armagh in Nordirland. Es liegt seit der Verwaltungsreform 2015 im District Armagh, Banbridge and Craigavon. 2011 lebten im Ort 282 Einwohner in 116 Haushalten.
Loughgall wurde nach einem kleinen See in der Nähe benannt. Das Dorf befindet sich inmitten von Obstplantagen in einem Apfel-Anbaugebiet.  Im Ort befindet sich Loughgall Manor, ein imposanter Herrensitz, früherer Sitz der Cope-Familie, die während der Ulster-Plantation im 17. Jahrhundert Land erwarb. Loughgall Manor ist Sitz der nordirischen Horticulture and Plant Breeding Station.

## Geschichte
Am 21. September 1795 kam es zu einem Gefecht zwischen den katholischen Defenders und den letztlich siegreichen protestantischen Peep O’Day Boys, das nach einer Straßenkreuzung Battle of the Diamond (Cath na Cearnóige) genannt wurde. Dies führte unmittelbar im Anschluss zur Gründung des Oranier-Ordens in Loughgall.
Am 8. Mai 1987 verübten acht Mitglieder der Provisional Irish Republican Army (PIRA) einen Anschlag auf den Stützpunkt der Royal Ulster Constabulary. Der Vorfall ist bekannt als der Anschlag von Loughgall.

## Sport
Loughgall ist Heimat des Loughgall Football Club, der in der NIFL Premiership spielt.

## Civil parish
Die Civil parish Loughgall besteht aus den Dörfern Annaghmore (Eanach Mór), Charlemont (Achadh an Dá Chora) und Loughgall.